# Hofer Volksfest

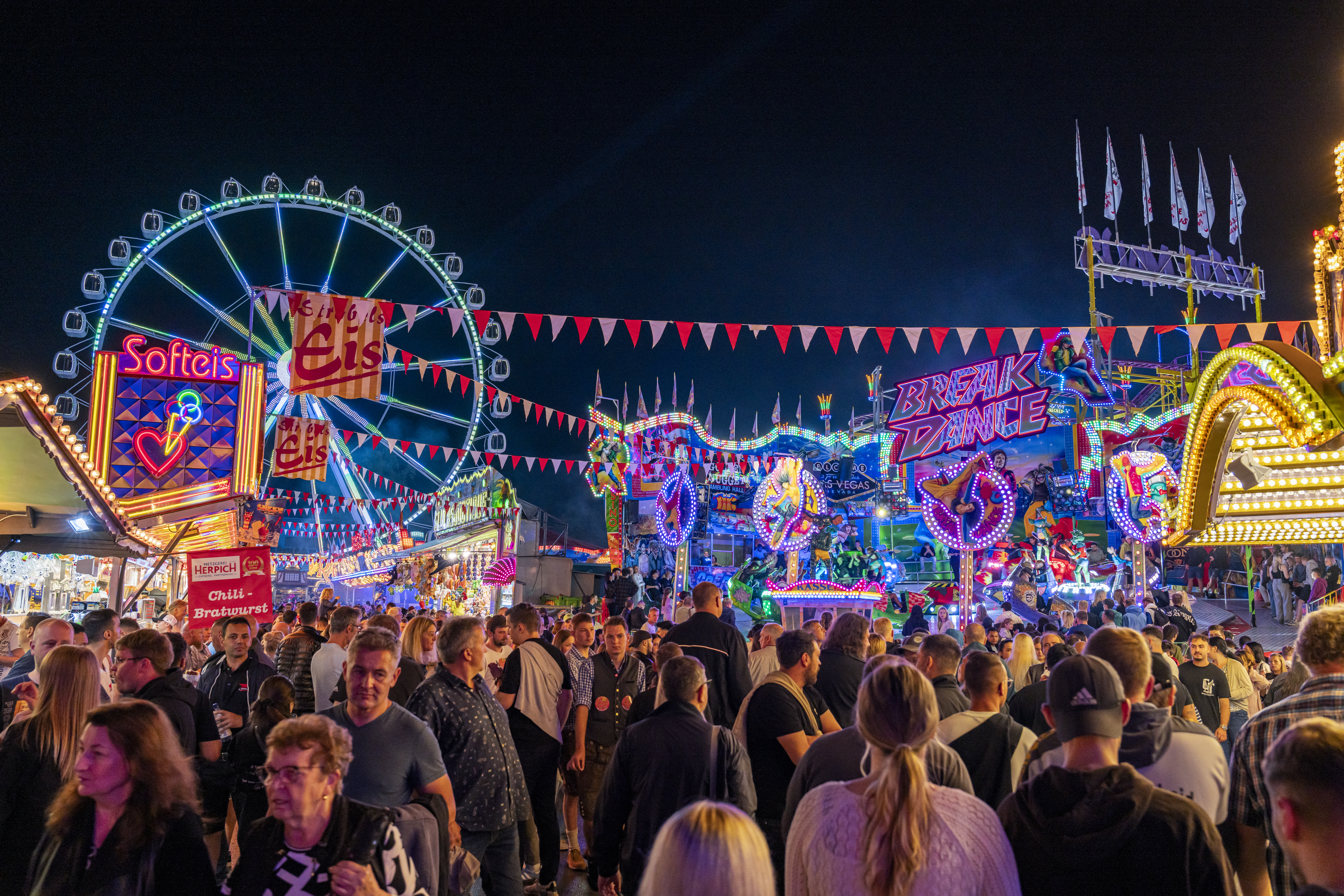
Hofer Volksfest (2024)

Das Hofer Volksfest findet jährlich Ende Juli/Anfang August am Volksfestplatz in Hof statt und dauert zehn Tage. Das Hofer Volksfest ist das größte Volksfest der Region. Es hat den Slogan Do triffst fei alla!

## Geschichte
Die Geschichte des Volksfestes geht bis ins Jahr 1432 zurück, hier wurde die Scheiben-Schützen-Gesellschaft gegründet und hielt jährlich einen Schützenfest ab, das rein für Schützenmitglieder war. Hierzu wird überliefert: „Anno 1540, am sontag nach Egidii, den 5. septembris, ist das grosse schiessen allhie angefangen und gehalten worden, welches viel frembde leut aus anderen städten und flecken besuchet haben“. Die Anfänge des für jedermann öffentlichen Volksfestes gehen bis zum Jahr 1861 zurück. Zur Einweihung des neuen Schützenhauses fand 1861 am Kalksteinbruchäckern des Hospitals – dem heutigen Festplatz ein Fest statt. Ab 1898 gab es Bestrebungen eines Schwabacher Unternehmers, ein Volksfest „mit Glücks- und Schaubuden, Carrousells, Bierschänken, Musik und einem Luftballonaufstieg“ zu veranstalten. Der Stadtmagistrat lehnte das Ansinnen allerdings ab. Ab 1905 hielten die Hofer Schützen parallel zu ihrem Hauptschießen ein Volksfest ab, ab 1912 übernahm die Organisation des Volksfestes die Stadt Hof.
Das Volksfest findet auf dem Volksfestplatz statt, dieser liegt zwischen der Ernst-Reuter-Straße, der Freiheitshalle und dem Bahnhof Hof-Neuhof.
Aufgrund der Corona-Pandemie konnte das Volksfest 2020 nicht stattfinden. Als Ersatz für die Großveranstaltung wurde das Hofer Sommervergnügen veranstaltet. Dabei sind verschiedene Fahrgeschäfte und Buden an verschiedenen Punkten der Stadt verteilt. Die größte Attraktion war ein 30 Meter hohes Riesenrad auf dem Zentralkauf-Areal, weitere Orte waren am Bahnhof Neuhof, an der alten Sparkasse in Neuhof, am Wirthplatz, in den Saaleauen, am Rekkenzeplatz und im Wittelsbacherpark.

## Fest

Blick auf das Volksfest von Westen (2022)

Die Freiheitshalle am Festplatz dient während des Festes als Festhalle. Das Volksfest beginnt am Freitag vor dem Hofer Sommerjahrmarkt. Der Sommerjahrmarkt selbst beginnt am Montag nach Jakobi (25. Juli). Am Eröffnungstag findet der große Volksfest-Umzug mit ca. 4000 Teilnehmern der Hofer Vereine und Organisationen statt. Nach einer Woche, am zweiten Volksfest-Freitag, wird nach Einbruch der Dunkelheit in der Nähe des Festplatzes ein Feuerwerk für die Festbesucher abgebrannt.
Als Reaktion auf das Cannabisgesetz 2024 und der damit begrenzten Erlaubnis zu Besitz und Anbau von Cannabis, wurde auf dem Volksfestplatz und hiermit auch auf dem Volksfest ein generelles Cannabiskonsumverbot verhängt, auf das auch auf verschiedenen Verbotszeichen am Fest hingewiesen wird. Ein Konsum in der Nähe von Kindern ist grundsätzlich verboten. Kinder sind dort erwartungsgemäß vorhanden. Der Konsum von Bier bleibt jedoch weiterhin erlaubt. 

### Angebote
Auf dem Volksfest gibt es einerseits die Angebote der Schausteller und Imbissständen, die während der Öffnungszeiten des Festes grundsätzlich immer bedient werden. Andererseits gibt es kleine Events an Zeitpunkten mit Tage mit Sonderaktionen. So gibt es an einem Tag nachts eine Show wie eine Drohnen- oder Lasershow, oder einen "Seniorentag", der ein vergünstigtes Angebot für Rentner ermöglicht. Grundsätzlich zu jedem Volksfest gibt es einen Volksfestumzug durch die Innenstadt, der den Anfang des Fests einläutet, und ein Feuerwerk bei einem allmählichen Ende. Einzelne Events können von Volksfest zu Volksfest variieren.
Das Gelände bietet wiederkehrende Elemente wie das Riesenrad, das auch kilometerweit zu sehen ist, Essensstände mit gebrannten Mandeln, Slush-Eis, weiteren Süßigkeiten, Fisch und Fleisch. Bier findet man an der Nailaer Straße, die zeitweise gesperrt ist. An ihr entlang gibt es Bierbänke auf der einen Seite, und Stände mit Getränken und Speisen. Dahinter findet man das prominente Bierzelt, das viel Platz bietet. Wenn es dunkel genug ist, werden die Attraktionen mit vielen verschiedenfarbigen Lichtern erhellt, die das Hauptmotiv bei Nacht bilden. Die Dunkelheit wird auch genutzt, Präsentationen mit Licht zu zeigen. Ist dies der Fall, werden die Lichter der anderen Attraktionen reduziert.

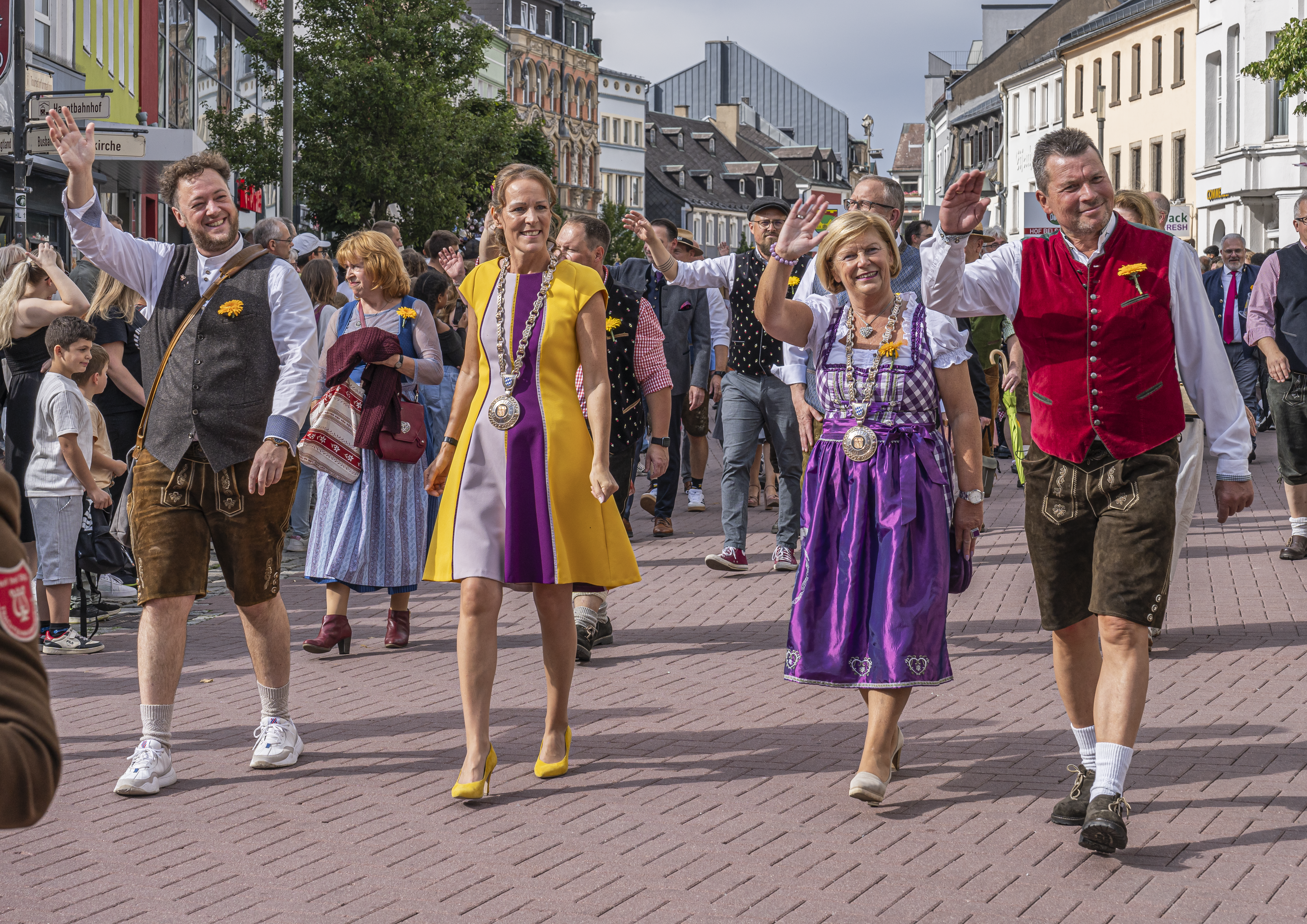
Ansicht des Volksfestumzuges
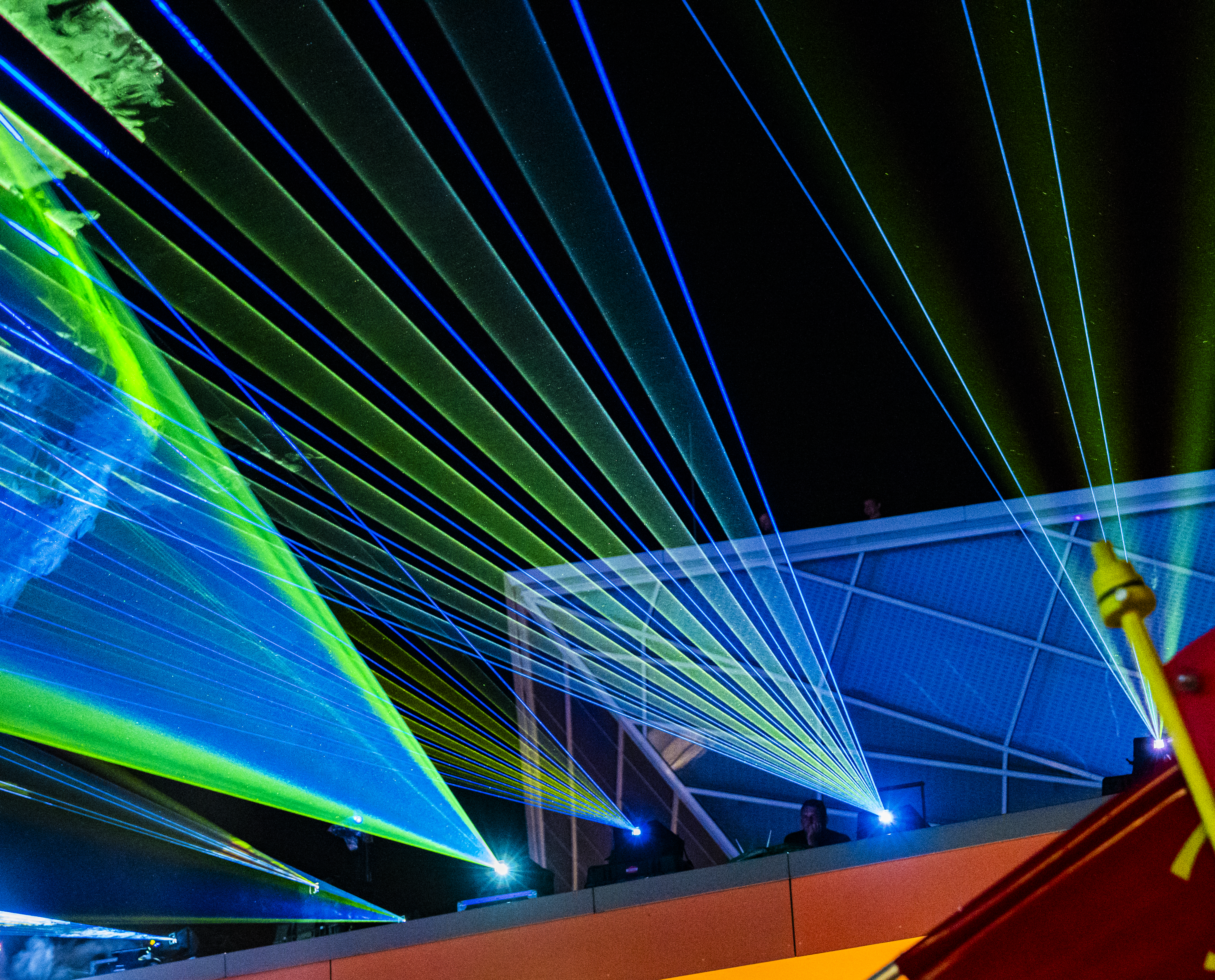
Lasershow bei Nacht
Lasershow bei Nacht
Beleuchtete Stände mit regem Treiben
Karussell
Das Riesenrad
Bierzelt
Kein Cannabis erlaubt